# 22/7 (아이돌 그룹)
22/7(일본어: ナナブンノニジュウニ 나나분노 니쥬우니[*])는 아이돌 기획자이자 방송 작가 아키모토 야스시가 총괄하고 소니 뮤직 엔터테인먼트와 애니플렉스가 참여하는 캐릭터와 성우 기반의 아이돌 프로젝트다. 활동 국가 언어인 일본어로는 '나나분노 니쥬니'로 발음된다,  